# Lingapura, Malur
Lingapura là một làng thuộc tehsil Malur, huyện Kolar, bang Karnataka, Ấn Độ.